# 1724
Portal Geschichte | Portal Biografien | Aktuelle Ereignisse | Jahreskalender | Tagesartikel

◄ |
17. Jahrhundert |
18. Jahrhundert
| 19. Jahrhundert | ►

◄ |
1690er |
1700er |
1710er |
1720er
| 1730er | 1740er | 1750er | ►

◄◄ |
◄ |
1720 |
1721 |
1722 |
1723 |
1724
| 1725 | 1726 | 1727 | 1728 | ► | ►►
Staatsoberhäupter  · Nekrolog  · Literaturjahr · Musikjahr
| Januar | Januar | Januar | Januar | Januar | Januar | Januar | Januar |
| Kw     | Mo     | Di     | Mi     | Do     | Fr     | Sa     | So     |
| ------ | ------ | ------ | ------ | ------ | ------ | ------ | ------ |
| 52     |        |        |        |        |        | 1      | 2      |
| 1      | 3      | 4      | 5      | 6      | 7      | 8      | 9      |
| 2      | 10     | 11     | 12     | 13     | 14     | 15     | 16     |
| 3      | 17     | 18     | 19     | 20     | 21     | 22     | 23     |
| 4      | 24     | 25     | 26     | 27     | 28     | 29     | 30     |
| 5      | 31     |        |        |        |        |        |        |

| Februar | Februar | Februar | Februar | Februar | Februar | Februar | Februar |
| Kw      | Mo      | Di      | Mi      | Do      | Fr      | Sa      | So      |
| ------- | ------- | ------- | ------- | ------- | ------- | ------- | ------- |
| 5       |         | 1       | 2       | 3       | 4       | 5       | 6       |
| 6       | 7       | 8       | 9       | 10      | 11      | 12      | 13      |
| 7       | 14      | 15      | 16      | 17      | 18      | 19      | 20      |
| 8       | 21      | 22      | 23      | 24      | 25      | 26      | 27      |
| 9       | 28      | 29      |         |         |         |         |         |

| März | März | März | März | März | März | März | März |
| Kw   | Mo   | Di   | Mi   | Do   | Fr   | Sa   | So   |
| ---- | ---- | ---- | ---- | ---- | ---- | ---- | ---- |
| 9    |      |      | 1    | 2    | 3    | 4    | 5    |
| 10   | 6    | 7    | 8    | 9    | 10   | 11   | 12   |
| 11   | 13   | 14   | 15   | 16   | 17   | 18   | 19   |
| 12   | 20   | 21   | 22   | 23   | 24   | 25   | 26   |
| 13   | 27   | 28   | 29   | 30   | 31   |      |      |

| April | April | April | April | April | April | April | April |
| Kw    | Mo    | Di    | Mi    | Do    | Fr    | Sa    | So    |
| ----- | ----- | ----- | ----- | ----- | ----- | ----- | ----- |
| 13    |       |       |       |       |       | 1     | 2     |
| 14    | 3     | 4     | 5     | 6     | 7     | 8     | 9     |
| 15    | 10    | 11    | 12    | 13    | 14    | 15    | 16    |
| 16    | 17    | 18    | 19    | 20    | 21    | 22    | 23    |
| 17    | 24    | 25    | 26    | 27    | 28    | 29    | 30    |

| Mai | Mai | Mai | Mai | Mai | Mai | Mai | Mai |
| Kw  | Mo  | Di  | Mi  | Do  | Fr  | Sa  | So  |
| --- | --- | --- | --- | --- | --- | --- | --- |
| 18  | 1   | 2   | 3   | 4   | 5   | 6   | 7   |
| 19  | 8   | 9   | 10  | 11  | 12  | 13  | 14  |
| 20  | 15  | 16  | 17  | 18  | 19  | 20  | 21  |
| 21  | 22  | 23  | 24  | 25  | 26  | 27  | 28  |
| 22  | 29  | 30  | 31  |     |     |     |     |

| Juni | Juni | Juni | Juni | Juni | Juni | Juni | Juni |
| Kw   | Mo   | Di   | Mi   | Do   | Fr   | Sa   | So   |
| ---- | ---- | ---- | ---- | ---- | ---- | ---- | ---- |
| 22   |      |      |      | 1    | 2    | 3    | 4    |
| 23   | 5    | 6    | 7    | 8    | 9    | 10   | 11   |
| 24   | 12   | 13   | 14   | 15   | 16   | 17   | 18   |
| 25   | 19   | 20   | 21   | 22   | 23   | 24   | 25   |
| 26   | 26   | 27   | 28   | 29   | 30   |      |      |

| Juli | Juli | Juli | Juli | Juli | Juli | Juli | Juli |
| Kw   | Mo   | Di   | Mi   | Do   | Fr   | Sa   | So   |
| ---- | ---- | ---- | ---- | ---- | ---- | ---- | ---- |
| 26   |      |      |      |      |      | 1    | 2    |
| 27   | 3    | 4    | 5    | 6    | 7    | 8    | 9    |
| 28   | 10   | 11   | 12   | 13   | 14   | 15   | 16   |
| 29   | 17   | 18   | 19   | 20   | 21   | 22   | 23   |
| 30   | 24   | 25   | 26   | 27   | 28   | 29   | 30   |
| 31   | 31   |      |      |      |      |      |      |

| August | August | August | August | August | August | August | August |
| Kw     | Mo     | Di     | Mi     | Do     | Fr     | Sa     | So     |
| ------ | ------ | ------ | ------ | ------ | ------ | ------ | ------ |
| 31     |        | 1      | 2      | 3      | 4      | 5      | 6      |
| 32     | 7      | 8      | 9      | 10     | 11     | 12     | 13     |
| 33     | 14     | 15     | 16     | 17     | 18     | 19     | 20     |
| 34     | 21     | 22     | 23     | 24     | 25     | 26     | 27     |
| 35     | 28     | 29     | 30     | 31     |        |        |        |

| September | September | September | September | September | September | September | September |
| Kw        | Mo        | Di        | Mi        | Do        | Fr        | Sa        | So        |
| --------- | --------- | --------- | --------- | --------- | --------- | --------- | --------- |
| 35        |           |           |           |           | 1         | 2         | 3         |
| 36        | 4         | 5         | 6         | 7         | 8         | 9         | 10        |
| 37        | 11        | 12        | 13        | 14        | 15        | 16        | 17        |
| 38        | 18        | 19        | 20        | 21        | 22        | 23        | 24        |
| 39        | 25        | 26        | 27        | 28        | 29        | 30        |           |

| Oktober | Oktober | Oktober | Oktober | Oktober | Oktober | Oktober | Oktober |
| Kw      | Mo      | Di      | Mi      | Do      | Fr      | Sa      | So      |
| ------- | ------- | ------- | ------- | ------- | ------- | ------- | ------- |
| 39      |         |         |         |         |         |         | 1       |
| 40      | 2       | 3       | 4       | 5       | 6       | 7       | 8       |
| 41      | 9       | 10      | 11      | 12      | 13      | 14      | 15      |
| 42      | 16      | 17      | 18      | 19      | 20      | 21      | 22      |
| 43      | 23      | 24      | 25      | 26      | 27      | 28      | 29      |
| 44      | 30      | 31      |         |         |         |         |         |

| November | November | November | November | November | November | November | November |
| Kw       | Mo       | Di       | Mi       | Do       | Fr       | Sa       | So       |
| -------- | -------- | -------- | -------- | -------- | -------- | -------- | -------- |
| 44       |          |          | 1        | 2        | 3        | 4        | 5        |
| 45       | 6        | 7        | 8        | 9        | 10       | 11       | 12       |
| 46       | 13       | 14       | 15       | 16       | 17       | 18       | 19       |
| 47       | 20       | 21       | 22       | 23       | 24       | 25       | 26       |
| 48       | 27       | 28       | 29       | 30       |          |          |          |

| Dezember | Dezember | Dezember | Dezember | Dezember | Dezember | Dezember | Dezember |
| Kw       | Mo       | Di       | Mi       | Do       | Fr       | Sa       | So       |
| -------- | -------- | -------- | -------- | -------- | -------- | -------- | -------- |
| 48       |          |          |          |          | 1        | 2        | 3        |
| 49       | 4        | 5        | 6        | 7        | 8        | 9        | 10       |
| 50       | 11       | 12       | 13       | 14       | 15       | 16       | 17       |
| 51       | 18       | 19       | 20       | 21       | 22       | 23       | 24       |
| 52       | 25       | 26       | 27       | 28       | 29       | 30       | 31       |

| Januar | Januar | Januar | Januar | Januar | Januar | Januar | Januar |
| Kw     | Mo     | Di     | Mi     | Do     | Fr     | Sa     | So     |
| ------ | ------ | ------ | ------ | ------ | ------ | ------ | ------ |
| 52     |        |        |        |        |        | 1      | 2      |
| 1      | 3      | 4      | 5      | 6      | 7      | 8      | 9      |
| 2      | 10     | 11     | 12     | 13     | 14     | 15     | 16     |
| 3      | 17     | 18     | 19     | 20     | 21     | 22     | 23     |
| 4      | 24     | 25     | 26     | 27     | 28     | 29     | 30     |
| 5      | 31     |        |        |        |        |        |        |

| Februar | Februar | Februar | Februar | Februar | Februar | Februar | Februar |
| Kw      | Mo      | Di      | Mi      | Do      | Fr      | Sa      | So      |
| ------- | ------- | ------- | ------- | ------- | ------- | ------- | ------- |
| 5       |         | 1       | 2       | 3       | 4       | 5       | 6       |
| 6       | 7       | 8       | 9       | 10      | 11      | 12      | 13      |
| 7       | 14      | 15      | 16      | 17      | 18      | 19      | 20      |
| 8       | 21      | 22      | 23      | 24      | 25      | 26      | 27      |
| 9       | 28      | 29      |         |         |         |         |         |

| März | März | März | März | März | März | März | März |
| Kw   | Mo   | Di   | Mi   | Do   | Fr   | Sa   | So   |
| ---- | ---- | ---- | ---- | ---- | ---- | ---- | ---- |
| 9    |      |      | 1    | 2    | 3    | 4    | 5    |
| 10   | 6    | 7    | 8    | 9    | 10   | 11   | 12   |
| 11   | 13   | 14   | 15   | 16   | 17   | 18   | 19   |
| 12   | 20   | 21   | 22   | 23   | 24   | 25   | 26   |
| 13   | 27   | 28   | 29   | 30   | 31   |      |      |

| April | April | April | April | April | April | April | April |
| Kw    | Mo    | Di    | Mi    | Do    | Fr    | Sa    | So    |
| ----- | ----- | ----- | ----- | ----- | ----- | ----- | ----- |
| 13    |       |       |       |       |       | 1     | 2     |
| 14    | 3     | 4     | 5     | 6     | 7     | 8     | 9     |
| 15    | 10    | 11    | 12    | 13    | 14    | 15    | 16    |
| 16    | 17    | 18    | 19    | 20    | 21    | 22    | 23    |
| 17    | 24    | 25    | 26    | 27    | 28    | 29    | 30    |

| Mai | Mai | Mai | Mai | Mai | Mai | Mai | Mai |
| Kw  | Mo  | Di  | Mi  | Do  | Fr  | Sa  | So  |
| --- | --- | --- | --- | --- | --- | --- | --- |
| 18  | 1   | 2   | 3   | 4   | 5   | 6   | 7   |
| 19  | 8   | 9   | 10  | 11  | 12  | 13  | 14  |
| 20  | 15  | 16  | 17  | 18  | 19  | 20  | 21  |
| 21  | 22  | 23  | 24  | 25  | 26  | 27  | 28  |
| 22  | 29  | 30  | 31  |     |     |     |     |

| Juni | Juni | Juni | Juni | Juni | Juni | Juni | Juni |
| Kw   | Mo   | Di   | Mi   | Do   | Fr   | Sa   | So   |
| ---- | ---- | ---- | ---- | ---- | ---- | ---- | ---- |
| 22   |      |      |      | 1    | 2    | 3    | 4    |
| 23   | 5    | 6    | 7    | 8    | 9    | 10   | 11   |
| 24   | 12   | 13   | 14   | 15   | 16   | 17   | 18   |
| 25   | 19   | 20   | 21   | 22   | 23   | 24   | 25   |
| 26   | 26   | 27   | 28   | 29   | 30   |      |      |

| Juli | Juli | Juli | Juli | Juli | Juli | Juli | Juli |
| Kw   | Mo   | Di   | Mi   | Do   | Fr   | Sa   | So   |
| ---- | ---- | ---- | ---- | ---- | ---- | ---- | ---- |
| 26   |      |      |      |      |      | 1    | 2    |
| 27   | 3    | 4    | 5    | 6    | 7    | 8    | 9    |
| 28   | 10   | 11   | 12   | 13   | 14   | 15   | 16   |
| 29   | 17   | 18   | 19   | 20   | 21   | 22   | 23   |
| 30   | 24   | 25   | 26   | 27   | 28   | 29   | 30   |
| 31   | 31   |      |      |      |      |      |      |

| August | August | August | August | August | August | August | August |
| Kw     | Mo     | Di     | Mi     | Do     | Fr     | Sa     | So     |
| ------ | ------ | ------ | ------ | ------ | ------ | ------ | ------ |
| 31     |        | 1      | 2      | 3      | 4      | 5      | 6      |
| 32     | 7      | 8      | 9      | 10     | 11     | 12     | 13     |
| 33     | 14     | 15     | 16     | 17     | 18     | 19     | 20     |
| 34     | 21     | 22     | 23     | 24     | 25     | 26     | 27     |
| 35     | 28     | 29     | 30     | 31     |        |        |        |

| September | September | September | September | September | September | September | September |
| Kw        | Mo        | Di        | Mi        | Do        | Fr        | Sa        | So        |
| --------- | --------- | --------- | --------- | --------- | --------- | --------- | --------- |
| 35        |           |           |           |           | 1         | 2         | 3         |
| 36        | 4         | 5         | 6         | 7         | 8         | 9         | 10        |
| 37        | 11        | 12        | 13        | 14        | 15        | 16        | 17        |
| 38        | 18        | 19        | 20        | 21        | 22        | 23        | 24        |
| 39        | 25        | 26        | 27        | 28        | 29        | 30        |           |

| Oktober | Oktober | Oktober | Oktober | Oktober | Oktober | Oktober | Oktober |
| Kw      | Mo      | Di      | Mi      | Do      | Fr      | Sa      | So      |
| ------- | ------- | ------- | ------- | ------- | ------- | ------- | ------- |
| 39      |         |         |         |         |         |         | 1       |
| 40      | 2       | 3       | 4       | 5       | 6       | 7       | 8       |
| 41      | 9       | 10      | 11      | 12      | 13      | 14      | 15      |
| 42      | 16      | 17      | 18      | 19      | 20      | 21      | 22      |
| 43      | 23      | 24      | 25      | 26      | 27      | 28      | 29      |
| 44      | 30      | 31      |         |         |         |         |         |

| November | November | November | November | November | November | November | November |
| Kw       | Mo       | Di       | Mi       | Do       | Fr       | Sa       | So       |
| -------- | -------- | -------- | -------- | -------- | -------- | -------- | -------- |
| 44       |          |          | 1        | 2        | 3        | 4        | 5        |
| 45       | 6        | 7        | 8        | 9        | 10       | 11       | 12       |
| 46       | 13       | 14       | 15       | 16       | 17       | 18       | 19       |
| 47       | 20       | 21       | 22       | 23       | 24       | 25       | 26       |
| 48       | 27       | 28       | 29       | 30       |          |          |          |

| Dezember | Dezember | Dezember | Dezember | Dezember | Dezember | Dezember | Dezember |
| Kw       | Mo       | Di       | Mi       | Do       | Fr       | Sa       | So       |
| -------- | -------- | -------- | -------- | -------- | -------- | -------- | -------- |
| 48       |          |          |          |          | 1        | 2        | 3        |
| 49       | 4        | 5        | 6        | 7        | 8        | 9        | 10       |
| 50       | 11       | 12       | 13       | 14       | 15       | 16       | 17       |
| 51       | 18       | 19       | 20       | 21       | 22       | 23       | 24       |
| 52       | 25       | 26       | 27       | 28       | 29       | 30       | 31       |

## Ereignisse

### Politik und Weltgeschehen

#### Süd- und Westeuropa

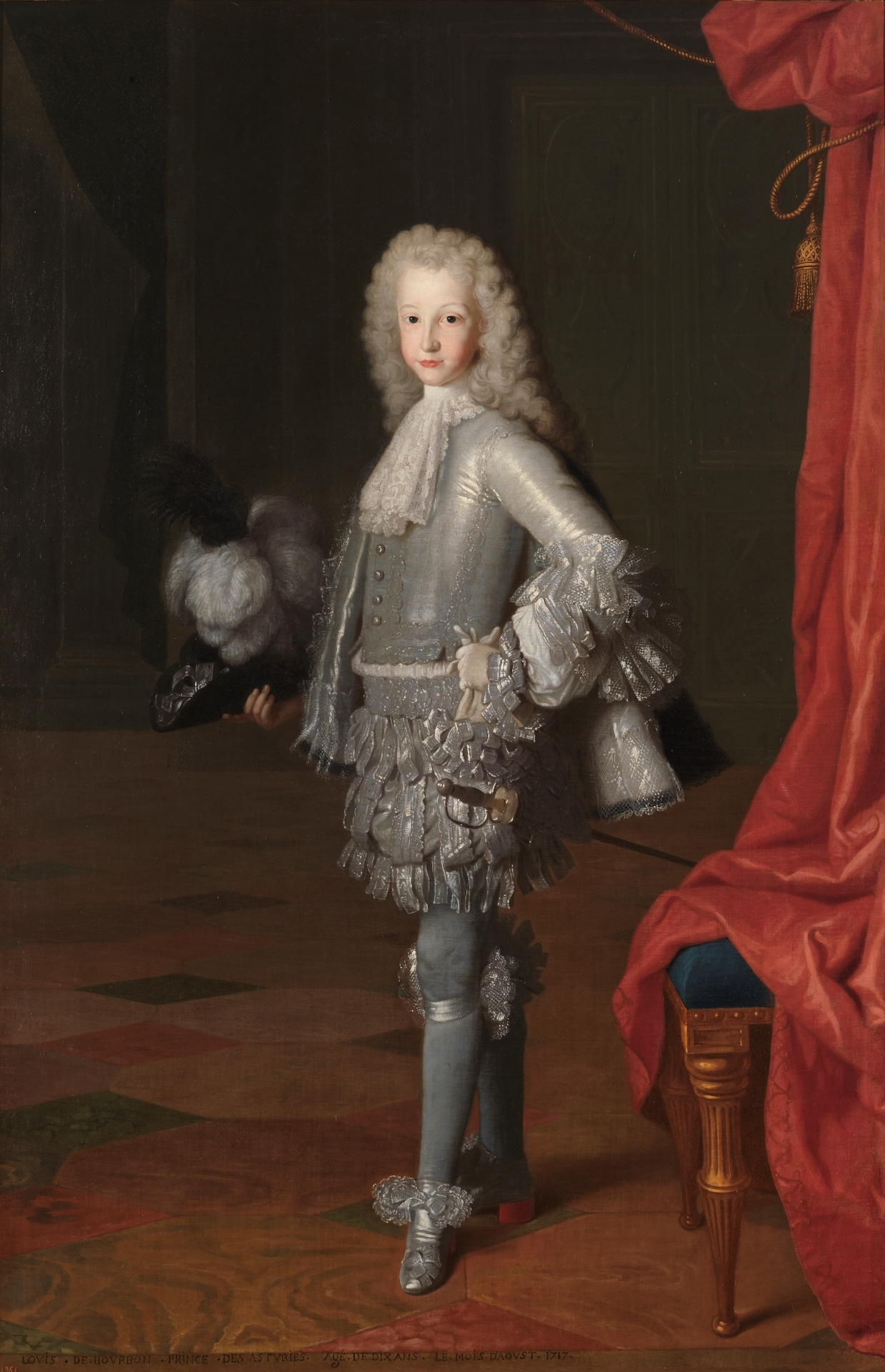
Ludwig, König von Spanien

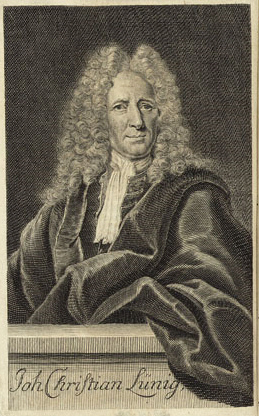
Johann Christian Lünig

- 14. Januar: König Philipp V. von Spanien dankt – möglicherweise in der Erwartung, dass die französische Krone freiwerden könnte – zugunsten seines 16-jährigen Sohnes Louis ab, der aber schon am 31. August an den Pocken stirbt. Philipp übernimmt die Krone daraufhin wieder. Er leidet in der Folge an Depressionen.

#### Heiliges Römisches Reich
- 15. Mai: Maximilian II. Emanuel von Bayern, Joseph Karl von Pfalz-Sulzbach, Erbprinz der Kurpfalz, Franz Ludwig von Pfalz-Neuburg, Erzbischof von Trier, und Clemens August I. von Bayern, Erzbischof von Köln, gründen die katholische Wittelsbacher Hausunion. Auch Maximilians Söhne Herzog Ferdinand Maria und Johann Theodor von Bayern Bischof von Regensburg, sind an der Union beteiligt. Darin wird die wechselseitige Erbfolge in den wittelsbachischen Häusern, die gemeinsame Führung des Reichsvikariats und Einzelheiten über dessen Verwaltung sowie – für den Kriegsfall – die Aufstellung eines gemeinsamen Heeres in einer Stärke von 30.000 Mann beschlossen. Diese Allianz, die insgesamt vier Kurstimmen vertritt, bildet zeitweise ein süddeutsches Gegengewicht zum Haus Habsburg.
- Der Codex Augusteus, eine wegen ihres Umfangs und ihrer Zuverlässigkeit für Juristen bedeutende und einflussreiche Sammlung der Gesetze Kursachsens, erscheint in Leipzig. Der Herausgeber, der Jurist und Leipziger Stadtschreiber Johann Christian Lünig hat diese Gesetzessammlung „werbewirksam“ zu Ehren von Kurfürst Friedrich August I. benannt. Die erste, zweibändige Ausgabe bearbeitete den Zeitraum von 1255 bis 1724. Das Werk ist bis heute für die kursächsische Rechtsgeschichte von Bedeutung.
- Kurfürst Friedrich Wilhelm I. von Preußen nimmt eine neue Kreiseinteilung in Hinterpommern vor. Unter anderem wird der Landkreis Rummelsburg i. Pom. gegründet.

#### Polen
- 16. Juli: Ausschreitungen der Thorner Bürger unter Führung von Bürgermeister Johann Gottfried Rösner gegen das Jesuitenkollegium im Preußen Königlichen Anteils werden von der polnischen Regierung durch 14 Todesurteile und Zurückdrängung der evangelischen Mitbürger geahndet. Das Thorner Blutgericht vom 7. Dezember erregt großes Aufsehen in Europa.

#### Russland / Osmanisches Reich / Persien
- 7. Mai: Peter I. krönt seine zweite Gemahlin Katharina zur russischen Zarin und ernennt sie zur Mitregentin.
- 23. Juni: Russland und das Osmanische Reich schließen den Vertrag von Konstantinopel, mit dem sie in der Folge des Russisch-Persischen Krieges und des darauf folgenden Einfalls der Osmanen in Persien ihre jeweiligen Gebietsgewinne anerkennen.
- Im Sommer kommt es zu einem tiefen Zerwürfnis zwischen Katharina und dem Zaren. Katharinas Kammerherr und Vermögensverwalter Willem Mons, mit dem sie möglicherweise eine sexuelle Beziehung gehabt hat, wird am 27. November offiziell wegen Bestechlichkeit und Unterschlagungen enthauptet, sein abgetrennter Kopf angeblich auf Katharinas Arbeitstisch platziert. Das Kaiserpaar versöhnt sich schließlich zumindest äußerlich.
- Peter der Große erkrankt schwer an einem Blasen- und Nierenleiden mit Leberatrophie, nachdem er am 5. November zur Rettung schiffbrüchiger Matrosen durch eiskaltes Wasser gewatet ist. Ende des Jahres zeichnet sich ab, dass er die Krankheit nicht überleben wird.

### Wirtschaft
- 9. Mai: König Friedrich Wilhelm I. ordnet an, dass in Berlin vor und an den Brücken über der Spree bei den Residentzien kein Floß-Holtz noch groß Schifs-Gefäß geleget werden soll.
- 24. September: Die Pariser Börse wird gegründet.
- In der französischen Stadt Cognac gründet der Winzer Rémy Martin das gleichnamige Haus zur Cognac-Herstellung.
- In Schwäbisch Hall in Hohenlohe wird das Haller Löwenbräu gegründet.

### Wissenschaft und Technik
- 28. Januar: Die Russische Akademie der Wissenschaften sowie die heutige Staatliche Universität Sankt Petersburg, die erste Universität Russlands, werden von Peter I. per Ukas mit Sitz in Sankt Petersburg ins Leben gerufen.
- 9. Mai: Im Beisein des Kölner Kurfürsten Clemens August als Fürstbischof von Münster und seines Hofstaates beginnt in Kinderhaus bei Münster der Bau des Münsterschen Kanals in Richtung auf die Niederlande.

### Kultur

#### Musik und Theater
- 14. Januar: Die Uraufführung des Dramas Il Vespasiano von Attilio Ariosti findet am King’s Theatre in London statt.
- 1. Februar: Pietro Metastasios Libretto Didone abbandonata wird in der Vertonung von Domenico Sarro in Neapel erstmals aufgeführt. Das Vizekönig Michael Friedrich von Althann gewidmete Werk wird bis ins 19. Jahrhundert über 60 Mal vertont. Maria Anna Benti und Nicolo Grimaldi singen bei der Uraufführung die Hauptrollen.

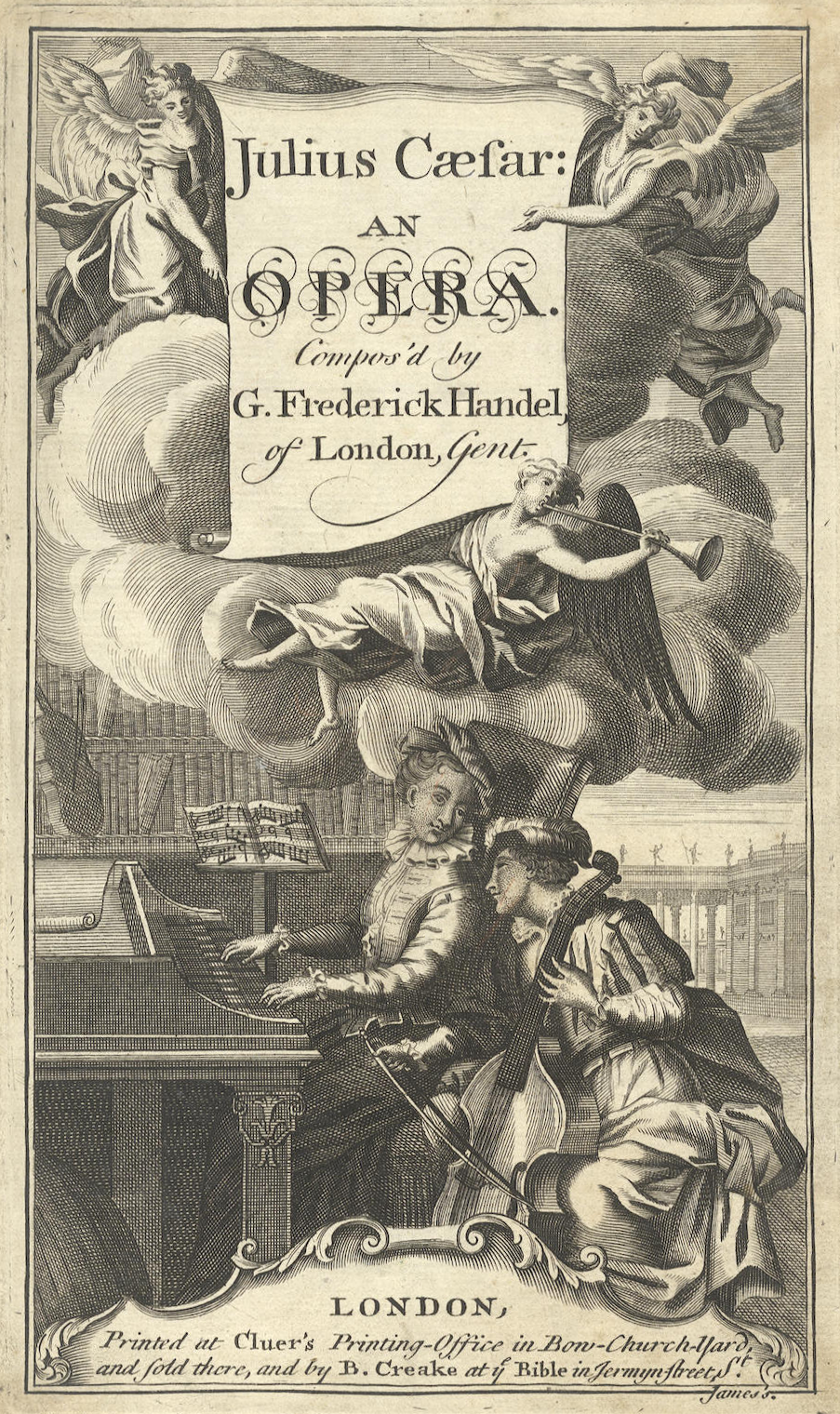
Erste Ausgabe von Bezaleel Creake, 1724

- 20. Februar: Giulio Cesare in Egitto, eine italienische Oper von Georg Friedrich Händel mit dem Libretto von Nicola Francesco Haym, wird mit Erfolg am King’s Theatre am Londoner Haymarket uraufgeführt. Der Mezzosoprankastrat Senesino singt die Titelrolle, die Cleopatra wird von Francesca Cuzzoni verkörpert. Weitere Rollen singen Margherita Durastanti, Gaetano Berenstadt und Giuseppe Maria Boschi.
- 7. April: Die Uraufführung der Johannes-Passion von Johann Sebastian Bach erfolgt am Karfreitag in der Nikolaikirche in Leipzig.
- 18. April: Die Uraufführung der Oper Calphurnia von Giovanni Bononcini findet am King’s Theatre in London statt.
- 18. Mai: Die Kirchenkantate Wer da gläubet und getauft wird von Johann Sebastian Bach wird anlässlich des Festes Christi Himmelfahrt in Leipzig uraufgeführt.
- 28. August: Die Uraufführung der Oper Andromaca von Antonio Caldara findet am Teatro della Favorita in Wien statt.
- 29. Oktober: Die Kirchenkantate Aus tiefer Not schrei ich zu dir von Johann Sebastian Bach hat ihre Uraufführung unter der Leitung des Komponisten in Leipzig. Sie basiert auf dem 200 Jahre früher entstandenen gleichnamigen Kirchenlied von Martin Luther.
- 31. Oktober: Die Uraufführung der Oper Tamerlano von Georg Friedrich Händel erfolgt am King’s Theatre in London. Auch bei dieser opera seria von Händel stammt das Libretto von Nicola Francesco Haym.
- 4. November: Uraufführung der Oper Gianguir, imperatore del Mogol von Antonio Caldara am Hoftheater in Wien
- 9. Dezember: Premiere von Colley Cibbers Caesar in Aegypt
- 26. Dezember: Am Teatro San Cassiano in Venedig erfolgt die Uraufführung von Tomaso Albinonis Didone abbandonata, eine Vertonung von Metastasios Libretto.

#### Sonstiges
- Die Kartoffel wird von Jonas Alströmer in Schweden eingeführt.
- Die aus Amerika stammende Weiß-Esche wird in Europa eingeführt.

### Gesellschaft

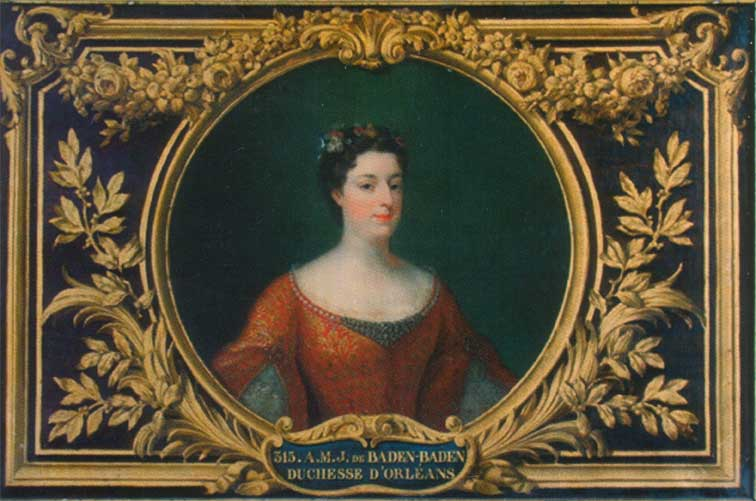
Jeanne de Bade

- 13. Juli: Auguste Marie Johanna von Baden-Baden heiratet Herzog Ludwig I. von Orléans und wird als Jeanne de Bade Herzogin von Orléans.
- 1. November: Vom preußischen König Friedrich Wilhelm I. wird infolge der Verluste des Spanischen Erbfolgekrieges das Große Militärwaisenhaus als Erziehungs- und Ausbildungsstätte für Soldatenkinder und Militärwaisen gestiftet.
- 24. Dezember: Benjamin Franklin trifft in London ein, um das zur Errichtung einer eigenen Druckerei Notwendige einzukaufen.
- Der 16-jährige Erbprinz Franz Stephan von Lothringen kommt an den österreichischen Hof Karls VI., wo er den letzten erzieherischen und gesellschaftlichen Schliff erhalten soll. Hier wird er ständiger Jagdbegleiter des Kaisers und lernt Prinzessin Maria Theresia von Österreich kennen.

### Religion
- 12. Februar: Das Wendische Seminar zur Ausbildung des katholischen Priesternachwuchses in der Oberlausitz wird gegründet.

Wappen des Kardinalkämmerers während der Sedisvakanz

- 20. März: Das Konklave 1724 zur Wahl des Nachfolgers des am 7. März verstorbenen Papsts Innozenz XIII. tritt im Vatikan zusammen.
- 29. Mai: Pietro Francesco Orsini wird nach 71 Tagen Konklave zum Papst gewählt und nimmt den Namen Benedikt XIII. an. Die Inthronisation erfolgt am 4. Juni.

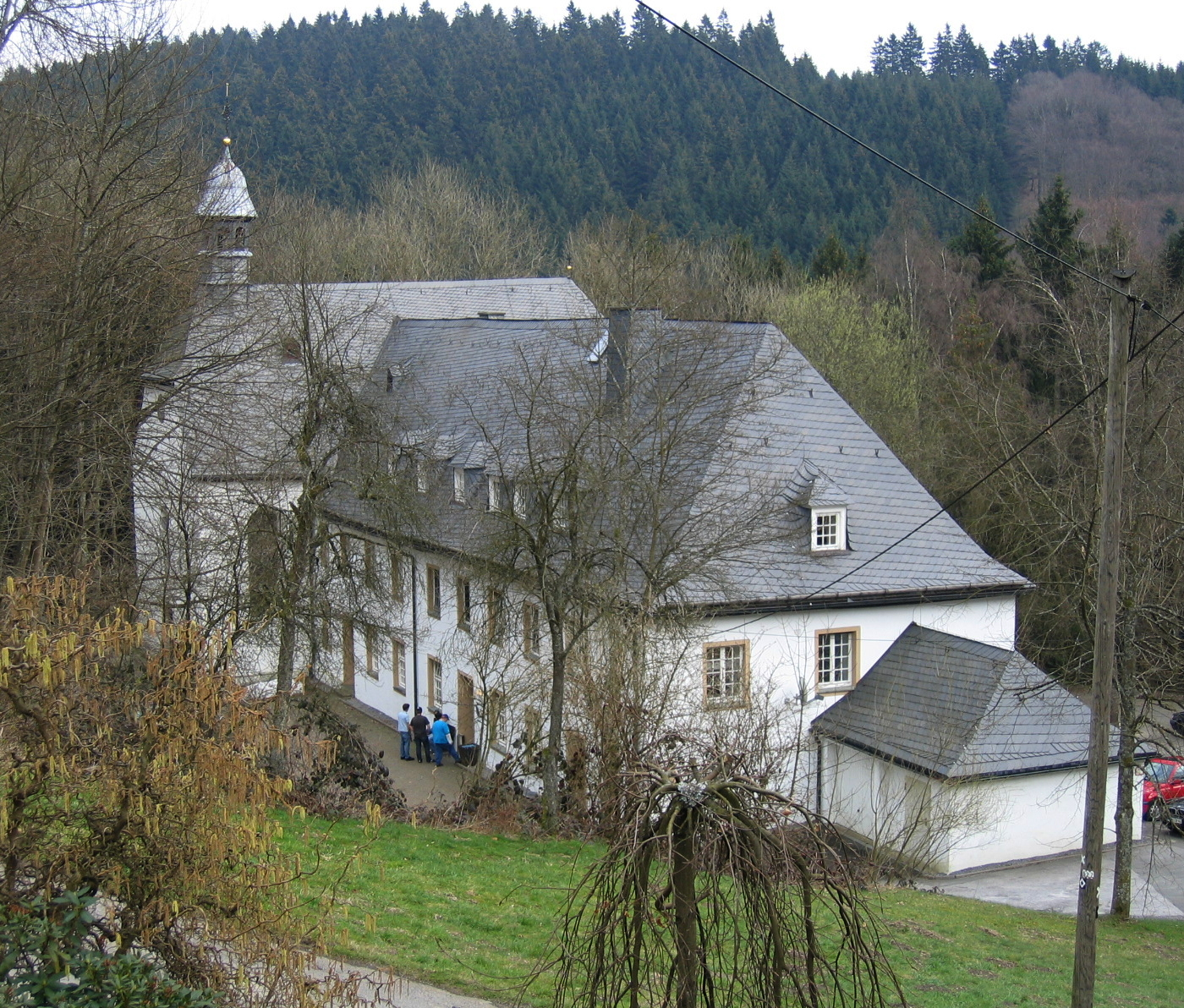
Kloster Brunnen

- Bei Endorf wird das Kloster Brunnen gegründet.
- Das rumänisch-orthodoxe Kloster Stavropoleos in Bukarest wird gegründet. Es wird im Brâncoveanu-Stil von dem griechischen Mönch Ioanichie Stratonikeas erbaut und gilt heute als eines der schönsten und bedeutendsten Architekturdenkmäler der rumänischen Hauptstadt.
- Der deutsche Buchdrucker Johann Christoph Sauer wandert nach Amerika aus, wo er später die erste Bibel in deutscher Sprache herausgibt.

### Katastrophen
- Extreme Trockenheit in der Schweiz von März bis Juni: Die Emme ist ausgetrocknet, Mühlen werden stillgelegt, Quellen versiegen.
- Beim Stadtbrand in Balingen im Winter werden 272 Familien obdachlos.
- Beim Großen Stadtbrand in Hollfeld erfolgt die Einäscherung der gesamten oberen Stadt mit dem alten Pfarrhaus.

### Natur und Umwelt
- 17. Mai: Auf Island ereignet sich westlich des Vulkans Krafla eine physikalische Explosion. Die Wucht des Zusammentreffens von Magma und Grundwasser verursacht einen Krater von 320 Meter Durchmesser. Die Ausbrüche des Vulkans halten noch bis 1729 an.
- 22. Mai: Totale Sonnenfinsternis in der Schweiz und Süddeutschland.

## Geboren

### Erstes Quartal
- 03. Januar: Franz Singer, österreichischer Baumeister († 1789)
- 07. Januar: Wichard von Möllendorff, preußischer Generalfeldmarschall († 1816)
- 07. Januar: Friedrich Wilhelm Pestel, Rechtsgelehrter († 1805)
- 09. Januar: Wilhelm Graf zu Schaumburg-Lippe, Heerführer im Siebenjährigen Krieg († 1777)
- 15. Januar: Friedrich Adam Widder, deutscher Mathematiker († 1784)
- 16. Januar: Per Krafft der Ältere, schwedischer Maler († 1793)
- 18. Januar: Johann Jacob Schramm, deutscher Orgelbauer († 1808)
- 20. Januar: Philippe-Henri de Ségur, französischer General und Minister († 1801)
- 22. Januar: Heinrich XXIV., Graf Reuß zu Ebersdorf († 1779)
- 26. Januar: Johann Wenzel von Sporck, Jurist, Politiker und Theaterleiter († 1804)
- 15. Februar: Peter von Biron, Herzog von Kurland und Semgallen sowie Herzog von Sagan († 1800)
- 16. Februar: Casimir Friedrich Boos von Waldeck und Montfort, Landkomtur und Rektor der Universität Trier († 1781)
- 16. Februar: Christopher Gadsden, Delegierter von South Carolina im Kontinentalkongress († 1805)
- 16. Februar: Christian Ludwig Stieglitz, deutscher Jurist, Ratsherr und Mineraliensammler († 1772)
- 26. Februar: Gottfried Heinrich Bach, der erstgeborene Sohn aus der zweiten Ehe Johann Sebastian Bachs mit Anna Magdalena Wilcke († 1763)
- 27. Februar: Levin Gideon Friedrich von Apenburg, preußischer Kavallerieoffizier († 1794)
- 27. Februar: Friedrich Michael, kaiserlicher Feldmarschall, Pfalzgraf und Herzog von Zweibrücken-Birkenfeld und Graf von Rappoltstein († 1767)
- 28. Februar: Anton Römer, österreichischer Orgelbauer († 1779)
- 29. Februar: Simon Boerum, Delegierter des Staates New York im Kontinentalkongress († 1775)
- 03. März: Franz Xaver Karl Palko, deutscher Historien- und Porträtmaler sowie Radierer († 1767)
- 06. März: Henry Laurens, US-amerikanischer Kaufmann und politischer Führer im Amerikanischen Unabhängigkeitskrieg († 1792)
- 07. März: Joseph Benda, böhmisch-deutscher Musiker († 1804)
- 08. März: Ernst Friedrich, Herzog von Sachsen-Coburg-Saalfeld († 1800)
- 12. März: Benedict Strauch, deutscher Pädagoge und katholischer Theologe († 1803)
- 15. März: Stefano Ittar, polnischer Architekt († 1790)
- 18. März: Dionysius van de Wijnpersse, niederländischer reformierter Theologe und Philosoph († 1808)
- 24. März: Adrian Andreas Pfannenschmidt, deutscher Unternehmer († 1790)
- 24. März: Wilhelm Heinrich Schultze, deutscher evangelischer Geistlicher († 1790)
- 26. März: Christiana Regina Hetzer, erste Hausherrin des Gohliser Schlösschen zu Leipzig († 1780)
- 26. März:  Christian II. von Münch, deutscher Bankier in Augsburg († 1780)
- 29. März: Friedrich Christoph Schmincke, deutscher Bibliothekar und Historiker († 1795)
- 30. März: Jacob Albrecht von Sienen, deutscher Jurist und Bürgermeister von Hamburg († 1800)

### Zweites Quartal
- 05. April: George Keppel, 3. Earl of Albemarle, britischer Offizier und Politiker († 1772)

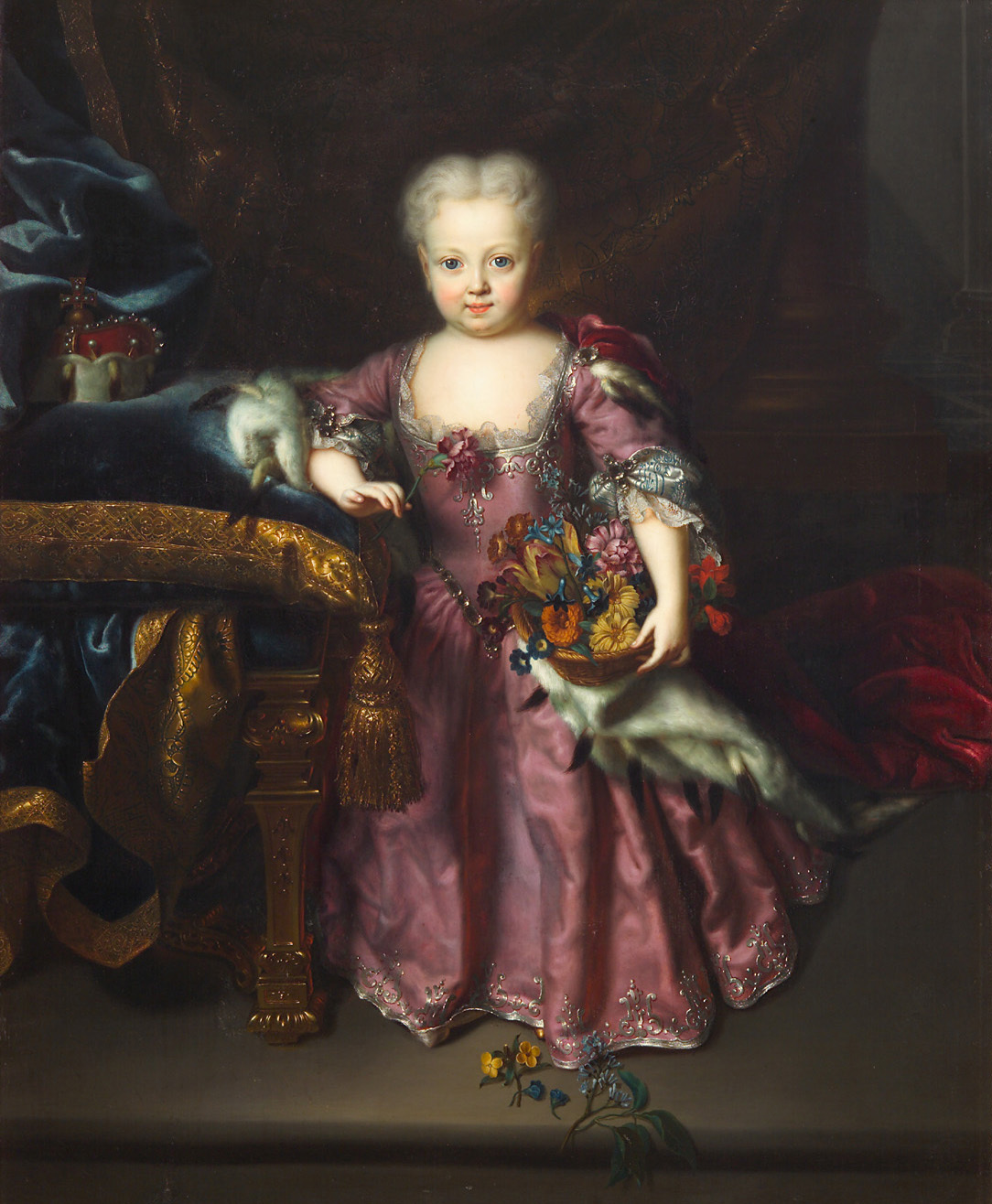
Maria Amalia im Jahr 1727

- 05. April: Maria Amalia, Erzherzogin von Österreich († 1730)
- 06. April: Georg Nicolaus von Lübbers, deutscher Major sowie dänischer Etatsrat und Justizrat († 1788)
- 12. April: Lyman Hall, einer der Gründerväter der USA († 1790)
- 15. April: Friedrich VI., Landgraf von Hessen-Homburg († 1751)

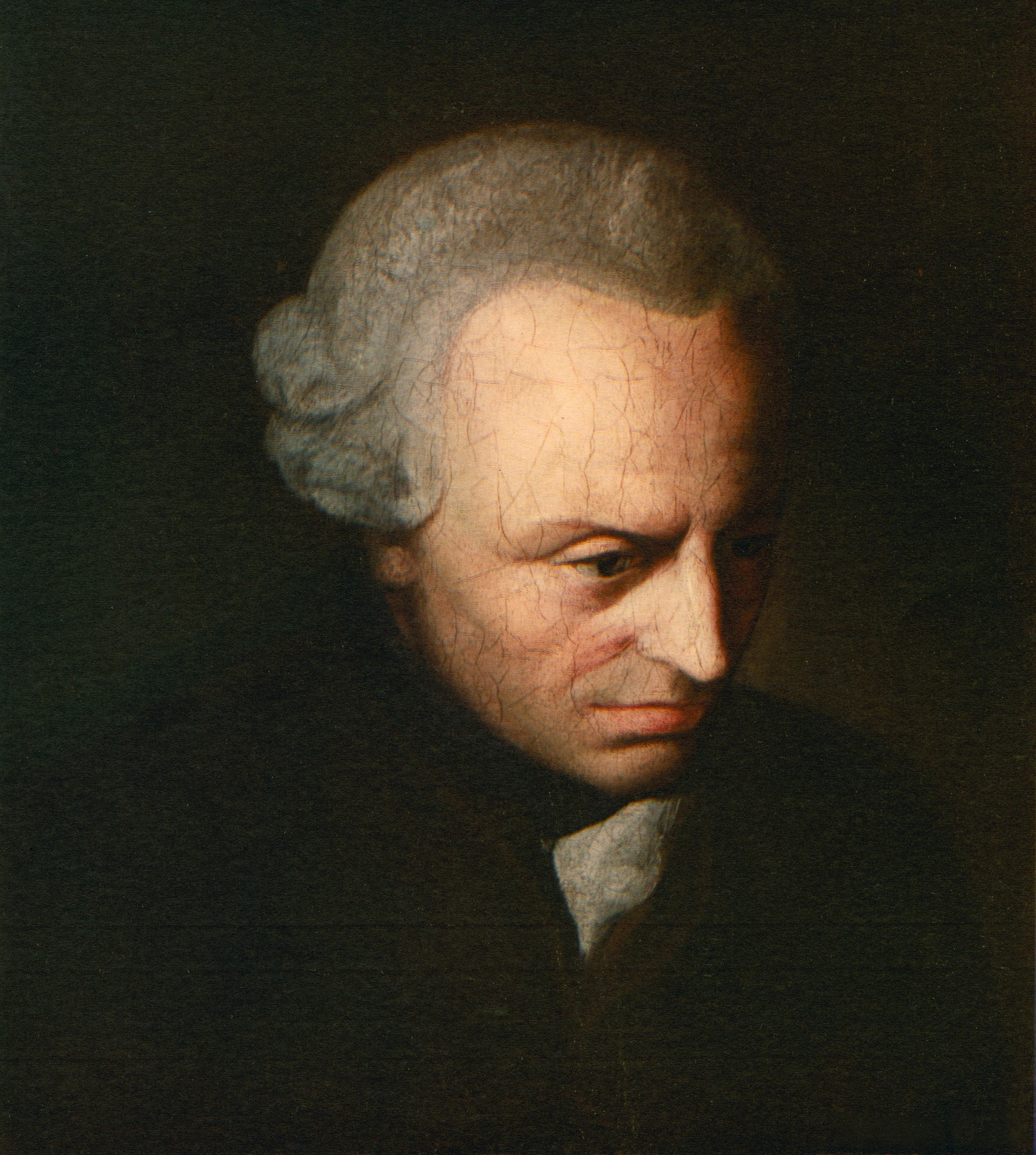
Immanuel Kant

- 22. April: Immanuel Kant, deutscher Philosoph († 1804)
- 24. April: Philipp von Westphalen, Vertrauter und Mitarbeiter des Herzogs Ferdinand von Braunschweig († 1792)
- 06. Mai: Georg Christian Adler, deutscher Prediger, Autor und Altertumsforscher († 1804)
- 07. Mai: Dagobert Sigmund von Wurmser, österreichischer Feldmarschall († 1797)
- 22. Mai: Marc-Joseph Marion du Fresne, französischer Entdecker († 1772)
- 22. Mai: Henriette Maria Luise von Hayn, deutsche Dichterin geistlicher Lieder († 1782)
- 27. Mai: Johann Schnegg, österreichischer Bildhauer († 1784)
- 07. Juni: Franz Anton Maulbertsch, auch Maulpertsch, österreichischer Maler († 1796)
- 08. Juni: John Smeaton, englischer Ingenieur († 1792)
- 14. Juni: Johann Friedrich Knöbel, in Dresden und Warschau tätiger deutscher Architekt und Baumeister († 1792)
- 15. Juni: Maria Franziska von Pfalz-Sulzbach, Pfalzgräfin und Herzogin von Birkenfeld († 1794)
- 30. Juni: Johann Julius Walbaum, deutscher Arzt und Naturforscher († 1799)

### Drittes Quartal

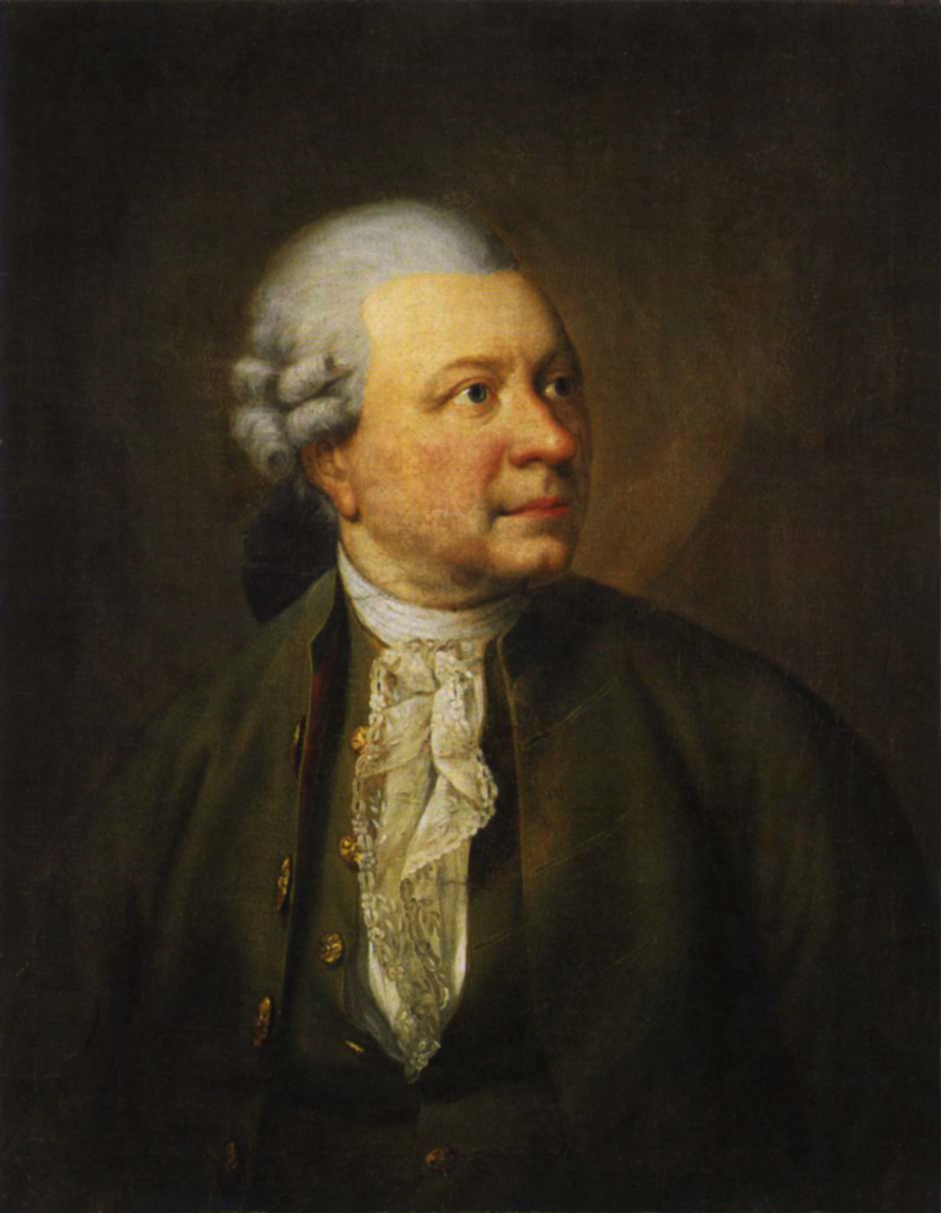
Friedrich Gottlieb Klopstock

- 02. Juli: Friedrich Gottlieb Klopstock, deutscher Autor und Dichter († 1803)
- 07. Juli: Franz Adolf von Anhalt-Bernburg-Schaumburg-Hoym, preußischer General († 1784)
- 13. Juli: Heinrich Carl von Schimmelmann, deutscher Politiker († 1782)
- 17. Juli: Paulus Mako, ungarischer Jesuit und Hochschullehrer († 1793)
- 18. Juli: Maria Antonia von Bayern, Kunstmäzenin und Komponistin, Malerin und Dichterin († 1780)
- 10. August: Georg Adam von Starhemberg, österreichischer Diplomat, Minister und Obersthofmeister († 1807)
- 16. August: Marcantonio Colonna, italienischer Bischof und Kardinal († 1793)
- 17. August: Gottlieb Friedrich Riedel, deutscher Maler und Kupferstecher († 1784)
- 23. August: Abraham Yates, US-amerikanischer Jurist und Politiker († 1796)
- 25. August: George Stubbs, englischer Maler und Wissenschaftler († 1806)
- 26. August: Johann Philipp Jakob von Horn-Goldschmidt, Generalvikar in Köln († 1796)
- 29. August: Friedrich Wilhelm Gottfried Arnd von Kleist, preußischer Generalmajor († 1767)
- 29. August: Giambattista Casti, italienischer Dichter und Satiriker († 1803)
- 30. August: Wolfgang Ferdinand von Dörnberg, preußischer Justizminister († 1793)
- 03. September: Guy Carleton, 1. Baron Dorchester, britischer General, Gouverneur der Provinz Québec († 1808)
- 05. September: Adam Gottlob Schirach, sorbischer Pfarrer, Physikotheologe und Schriftsteller († 1773)
- 11. September: Johann Bernhard Basedow, deutscher Pädagoge und Schriftsteller († 1790)
- 27. September: Anton Friedrich Büsching, deutscher Geograph († 1793)

### Viertes Quartal
- 08. Oktober: Johann Cassar, österreichischer Steinmetzmeister und Bildhauer († nach 1785)
- 12. Oktober: Samuel Hood, 1. Viscount Hood, britischer Admiral († 1816)
- 17. Oktober: Johann Siegfried Hufnagel, deutscher Pfarrer und Entomologe († 1795)
- 12. November: Frans Casper Snitger, niederländischer Orgelbauer († 1799)
- 11. November: Heinrich Carl Brandt, österreichischer Maler († 1787)
- 18. November: Johannes Daniël van Lennep, niederländischer Philologe († 1771)
- 18. November: Johann Georg Schulthess, Schweizer Geistlicher († 1804)
- 20. November: Noël Lemire, französischer Kupferstecher († 1801)
- 24. November: Maria Amalia von Sachsen, erst Königin von Neapel und Sizilien, dann Königin von Spanien († 1760)
- 24. November: Vincenzo Maria Altieri, Kardinal der katholischen Kirche († 1800)
- 01. Dezember: Dismas Hataš, böhmischer Komponist († 1777)
- 06. Dezember: Léopold-Charles de Choiseul-Stainville, Erzbischof von Albi und Erzbischof von Cambrai († 1774)
- 10. Dezember: Giacomo Maria Brignole, letzter Doge der Republik Genua († 1801)
- 10. Dezember: Karl Theodor, Kurfürst von der Pfalz († 1799)
- 11. Dezember: Louis-Joseph de Montmorency-Laval, Kardinal und Bischof von Metz († 1808)
- 13. Dezember: Franz Ulrich Theodor Aepinus, Astronom, Mathematiker, Physiker und Naturphilosoph († 1802)
- 17. Dezember: Johann Gerhard Reinhard Andreae, Naturforscher, Chemiker und Hofapotheker in Hannover († 1793)
- 20. Dezember: Johann Nikolaus Seip, deutscher lutherischer Theologe († 1789)
- 24. Dezember: Johann Conrad Ammann, Schweizer Arzt, Naturalien- und Kunstsammler († 1811)
- 24. Dezember: William Lyttelton, 1. Baron Lyttelton, britischer Gouverneur der Province of South Carolina († 1808)
- 25. Dezember: John Michell, englischer Naturphilosoph und Geologe († 1793)
- 28. Dezember: Christoph Franz von Buseck, letzter Fürstbischof von Bamberg († 1805)

### Genaues Geburtsdatum unbekannt
- Jean d’Arcet, französischer Chemiker († 1801)
- John Thomas, amerikanischer Arzt und Generalmajor († 1776)
- Johann Hinrich Klapmeyer, Orgelbauer († 1792)
- Stephan Pöttken, deutscher Zisterziensermönch, Priester und Abt des Klosters Marienfeld († 1795)

## Gestorben

### Erstes Halbjahr
- 02. Januar: Anselm Schnaus, Abt des Klosters Waldsassen (* 1670)
- 05. Januar: Polycarp Marci, deutscher Jurist und Librettist (* 1654)
- 10. Januar: Bénédict Pictet, Schweizer evangelischer Geistlicher und Hochschullehrer (* 1655)
- 12. Januar: Daniel Müller, Jurist und Bürgermeister von Lübeck (* 1661)
- 26. Januar: Wolferdus Senguerdius, niederländischer Naturphilosoph (* 1646)
- 03. Februar: Innozenz Metz, bayerischer Benediktiner und Maler (* um 1640)
- 05. Februar: Mary Cowper, englische Hofdame und Tagebuchschreiberin (* 1685)
- 19. Februar: Pieter Schuyler, englischer Gouverneur der Provinz New York (* 1657)
- 04. März: Eleonore Juliane von Brandenburg-Ansbach, Herzogin von Württemberg-Winnental (* 1663)
- 07. März: Michelangelo Conti di Poli, unter dem Namen Innozenz XIII. Papst (* 1655)
- 08. März: Enrico Zuccalli, eigentlich Johann Heinrich Zuccalli, Schweizer Architekt und Baumeister (* 1642)
- 09. März: Ernst Friedrich I., Herzog von Sachsen-Hildburghausen (* 1681)
- 10. März: Urban Hjärne, schwedischer Arzt, Alchemist, Geologe, Schriftsteller und Naturforscher (* 1641)
- 12. März: François-Louis de Clermont-Tonnerre, Bischof von Langres (* um 1666)
- 15. März: Maria Johanna von Savoyen, Herzogin von Savoyen, Gräfin von Genf und Regentin (* 1644)
- 19. März: Johanna Eleonora Petersen, deutsche theologische Schriftstellerin und eine der Führungsgestalten des radikalen Pietismus (* 1644)
- 19. März: Johann Christian Thomae, deutscher Historiker (* 1668)
- 22. März: Joseph Bernhard, Erbprinz von Sachsen-Meiningen (* 1706)
- 25. März: Lemle Moses Reinganum, kurpfälzischer „Hofjude“ (* 1666)
- 31. März: Sophia von Sachsen-Weißenfels, Fürstin von Anhalt-Zerbst (* 1654)
- 04. April: Michael Förtsch, deutscher lutherischer Theologe (* 1654)
- 22. April: Theodor Zwinger III., Basler Mediziner (* 1658)
- 21. Mai: Robert Harley, 1. Earl of Oxford and Mortimer, britischer Politiker (* 1661)
- 21. Mai: Antonio Salvi, italienischer Librettist (* 1664)
- 28. Mai: Michael Butterfield, englischer Hersteller wissenschaftlicher Instrumente in Paris (* 1635)
- vor dem 7. Juni: Johann Hugo von Wilderer, deutscher Komponist (* 1670/71)
- 10. Juni: Ernst Wladislaus von Dönhoff, preußischer Generalleutnant (* 1672)
- 17. Juni: Benedetto Luti, italienischer Maler (* 1666)
- 22. Juni: Johann Theile, deutscher Komponist, Musikpädagoge und Kapellmeister (* 1646)
- 23. Juni: Emanuel Kegel, deutscher Komponist (* 1655)
- Juni: John Barnwell, irischer Kolonist und Siedler in South Carolina, später Repräsentant der Colony of South Carolina (* 1671)
- vor dem 1. Juli: Hermann Hövel, Bürgermeister in Arnsberg (* 1644)

### Zweites Halbjahr
- 01. Juli: Johann Baptist Homann, deutscher Kartograph, Verleger und Kupferstecher (* 1664)
- 11. Juli: Delarivier Manley, englische Autorin (* um 1663)
- 05. August: Athanasios IV. Dabbas, griechisch-orthodoxer Patriarch von Antiochia (* 1647)
- 08. August: Christoph Ludwig Agricola, deutscher Landschaftsmaler (* 1665)
- 18. August: Johann Philipp Franz von Schönborn, Fürstbischof von Würzburg (* 1673)
- 20. August: Antonio Francesco Peruzzini, italienischer Landschaftsmaler (* 1643 oder 1646)
- 23. August: Sébastien Rasles, französischer Lexikograph und jesuitischer Missionar bei den Abenaki in Nordamerika (* 1657)
- 24. August: Andreas Kneller, deutscher Komponist (* 1649)
- 31. August: Ludwig I., König von Spanien (* 1707)
- 19. September: Glikl bas Judah Leib, deutsche Kauffrau (* um 1647)
- 20. September: Ayuki, Khan der Kalmücken an der Wolga (* 1642)
- 20. September: David von Krafft, schwedischer Maler (* 1655)
- 20. September: Gurdon Saltonstall, Gouverneur der Colony of Connecticut (* 1666)
- 21. September: Wilhelm II., Fürst von Nassau-Dillenburg (* 1670)
- 28. September: Joaquín de Churriguera, spanischer Bildhauer und Architekt (* 1674)
- 02. Oktober: François-Timoléon de Choisy, französischer Schriftsteller (* 1644)
- 02. Oktober: Nicolaus Wilckens, deutscher Jurist und Archivar (* 1676)
- 07. Oktober: Friedrich, Herzog von Schleswig-Holstein-Sonderburg-Wiesenburg und kaiserlicher Feldmarschall (* 1651)
- 09. oder 17. Oktober: Giovanni Battista Camessina, Graubündner Baumeister und Architekt im Hochstift Eichstätt (* 1642)
- 11. Oktober: Gyeongjong, 20. König der Joseon-Dynastie in Korea (* 1688)
- 18. Oktober: Johann Osiander, deutscher Philologe, Diplomat und lutherischer Theologe (* 1657)
- 18. Oktober: Johann Leopold Donat von Trautson, Reichsgraf von Falkenstein, Freiherr zu Sprechenstein, Erzieher, Kammerherr und Obersthofmeister Josephs I. (* 1659)
- 26. Oktober: Johann Siegmund von Heyden, preußischer General der Kavallerie, Gouverneur von Lippstadt und Drost zu Wetter, Erbherr zu Bruch, Rhade, Lichtenwörde, Oedendael, Cliff und Crudenburg (* 1641)
- 27. Oktober: Leonard Goudhaire, wallonischer Steinmetzmeister
- 29. Oktober: William Wollaston, englischer Philosoph (* 1659)
- 30. Oktober: Maria von Lothringen, Fürstin von Monaco (* 1674)
- 01. November: Henry Kelsey, englischer Pelzhändler, Seemann und Entdecker (* um 1667)
- 16. November: Jack Sheppard, englischer Räuber, Einbrecher und Ausbrecher (* 1702)
- 18. November: Bartolomeu de Gusmão, portugiesischer Jesuitenpater, Naturwissenschaftler und Erfinder in Brasilien (* 1685)
- 24. November: Ernst Ludwig I., Herzog von Sachsen-Meiningen (* 1672)
- 04. Dezember: Paolo Gerolamo Piola, italienischer Maler und Freskant (* 1666)
- 16. Dezember: Margarete von Rohr, deutsche Adelige
- 22. Dezember: Johann Christoph Ettner, deutscher Mediziner und Romanautor (* 1654)
- 25. Dezember: Franz Konrad von Reinach, Ritter des Deutschen Ordens
- 25. Dezember: William Trent, schottischer Kolonist und Sklavenhändler in New Jersey (* um 1653)
- 29. Dezember: Pawlo Polubotok, ukrainischer Kosakenhetman (* 1660)

### Genaues Todesdatum unbekannt
- John Abell, schottischer Komponist und Lautenist (* 1652)
- Johann Konrad Ammann, Schweizer Arzt und Gehörlosenlehrer (* 1669)
- Guglielmo Borremans, flämischer Maler in Kampanien, Kalabrien und auf Sizilien (* 1672)
- Daniel Quare, englischer Uhrmacher (* 1648)
- Pietro Giacomo Rogeri, italienischer Geigenbauer (* 1665)
- Franz Werner Tamm, deutscher Maler der Barockzeit (* 1658)